# 47 př. n. l.

## Narození
- 23. června – Ptolemaios XV. Kaisarion, syn Julia Caesara a Kleopatry († 30 př. n. l.)
- Marcus Antonius Antyllus, syn Marca Antonia († 30 př. n. l.)
- Sextus Aurelius Propertius, římský básník († pravděpodobně 15 př. n. l.)

## Úmrtí
- 13. ledna – Ptolemaios XIII., egyptský král z rodu Ptolemaiovců

## Hlavy států
- Římská říše – Caesar (49 – 44 př. n. l.)
- Parthská říše – Oródés II. (58/57 – 38 př. n. l.)
- Egypt – Ptolemaios XIII. (51 – 47 př. n. l.) » Ptolemaios XIV. Theos Filopatór II. (47 – 44 př. n. l.)
- Čína – Juan-ti (dynastie Západní Chan)